# 김황호
김황호(한국 한자: 金黃鎬, 1954년 8월 15일 ~ )는 대한민국의 축구 감독이다. 울산 현대 호랑이 선수로 활동하였으며 포지션은 골키퍼였다.
대학 3학년이던 1976년 화랑 팀에 발탁되어 본격적인 성인 선수생활을 했는데 1978년 아르헨티나 월드컵 예선 대표로 나서기도 하였다. 1981년을 끝으로 현역생활을 접었다가 1984년 현대 호랑이에 입단하여 프로생활을 시작했고 체력의 한계 탓인지 1988년 1월 5일 현역 은퇴를 선언했다.
그 이후 1994년부터 1996년까지 청소년 대표팀 코치를 맡다. 2001년 실업 축구팀인 패스코리아의 감독을 맡다 2011년 신우전자 축구단의 감독으로 재직하였는데 1989년 럭키금성 황소 골키퍼 전담 코치로 재직할 당시 장신(189CM) 골키퍼 차상광을 지도하여 이 해 킹스컵 예선 4경기에서 모두 무실점 승리를 기록했다.